# 朝海浩一郎

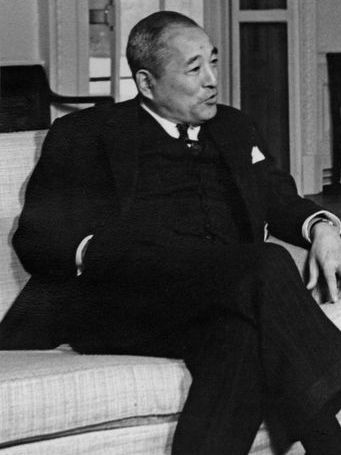
1963年3月11日、ホワイトハウスにて

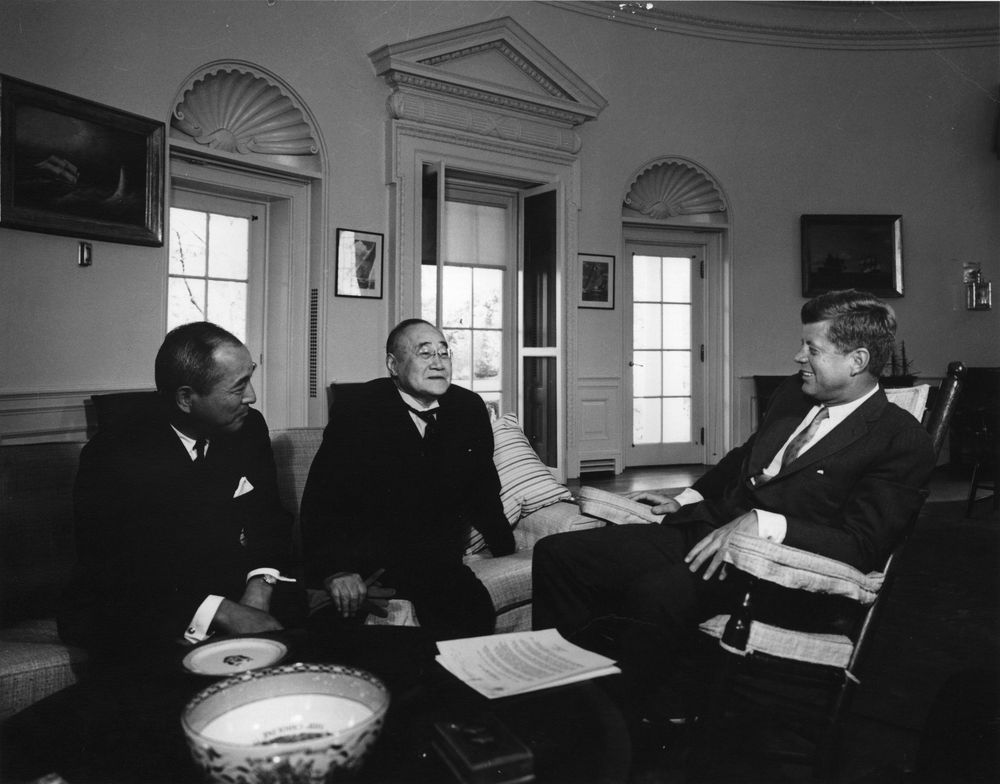
駐米大使時の朝海（左）。吉田茂元首相（中央）、ジョン・F・ケネディ大統領（右）と。

朝海 浩一郎（あさかい こういちろう、1906年3月15日 - 1995年9月9日）は、日本の外交官。連絡調整中央事務局長官等を経て、岸信介内閣における日米安全保障条約改定の時期を含め、駐米大使を異例の6年間務めた。退任後1963年から1982年まで外務省顧問。1976年勲一等瑞宝章。1995年正三位。

## 来歴・人物
栃木県足利郡北郷村（現：足利市）田島出身。開成中学校卒、1929年東京商科大学（一橋大学の前身）卒。学生時代はボート部所属。後にボート部OB会である四神会会長も務めた。1928年外交官及領事官試験合格、1929年外務省入省。同期に山田久就（外務事務次官、元駐ソ大使）、大野勝巳（元駐英大使）など。
イギリスエディンバラ大学留学等を経て、南京副領事、戦時経済局課長、調査部課長、亜細亜局事務官。1942年、日泰攻守同盟条約慶祝答礼のため広田弘毅元首相、矢田部保吉特命全権大使、水野伊太郎特命全権公使、東光武三書記官らとタイ王国に派遣される。第二次大戦後には、1945年経済安定本部部員、1946年終戦連絡中央事務局総務部長、1948年外務省総務局長、連絡調整中央事務局長官、叙一級、1949年外務省研修所指導官、1951年ロンドン日本政府在外事務所長、1952年駐連合王国特命全権公使、1954年経済局長事務取扱、1955年大臣官房審議室長、1956年大臣官房外務審議官、再開初代駐フィリピン特命全権大使。
1957年、駐米特命全権大使に就き、岸信介首相と藤山愛一郎外相、及び同期の山田久就外務次官らと1960年の新日米安保条約及び日米地位協定締結交渉事務にあたる。大蔵省顧問を経て、1963年外務省顧問。1964年第1回国際連合貿易開発会議代表、国際原子力機関第9回総会代表、国際連合アジア極東経済委員会総会日本政府代表、運輸省海運造船合理化審議会委員、1966年フェルディナンド・マルコスフィリピン共和国大統領就任式典特派大使、1967年10月の吉田茂国葬儀委員、航空審議会委員、1969年ジュネーヴ軍縮委員会（現：ジュネーブ軍縮会議）日本政府代表、1971年経済審議会委員。
朝海の活躍は、第二次大戦直後に「最大の問題」として立ち現れた賠償問題に、終戦連絡中央事務局総務部長として関与したことから本格的に開始される。しかし、占領軍の外交顧問としてやってきたアチソンなど占領軍関係者との人脈等は、南京副領事時代やイギリスで作られた。ポーレー賠償使節団が1946年11月にトルーマン大統領の特別使節団として来日した際には、日光に赴く団長のポーレーに特別列車内で単独接触。連合国の賠償方針が現金賠償や戦争被害補償という枠組ではなく、軍事産業や過剰生産設備の資本移転による戦後復興の枠組に基づくことをいち早く突き止めた。
また、経済専門家の大来佐武郎を伴い、ポーレー特使の側近であるマクスウェルやオーウェン・ラティモアと、本土から撤去されるべき苛性ソーダや工業用爆薬、製鉄産業設備の撤去を巡る実務交渉を展開、アメリカ側の賠償計画に側面から影響を与えたと考えられる。連絡調整中央事務局長官時代には、来日したダレス国務長官とも接触、第二次大戦中の阿波丸事件や占領経費問題などを含めた賠償をめぐる問題のとりまとめを行った。しかし、阿波丸事件に由来する一切の請求権の承認や、1941年の南部仏印進駐時に凍結された日本の官民の在米資産、占領軍によって持ち去られた外貨準備としての金塊（いわゆるM資金）の返還は、連合国との講和条約において否定された。
外交官退任後の朝海は、晩年まで様々な局面で、占領期と変わらず米国の圧力に押され続ける日本政府の姿勢を批判し続けたとされる。また、駐米大使時代、「日本にとって最大の外交的悪夢は何か」と質問され、「日本があずかり知らぬ間に、頭越しに米中両国が手を握る状態が訪れることだ」と答えたとされる。この発言が「朝海の悪夢」という名で外務省内部で話題を呼び、かつ朝海退任後のニクソン政権において現実となったことから、米中接近を予期した「朝海の悪夢」の発案者としても知られることとなった（朝海が実際に見た夢だった、とする説もある）。

## 家族

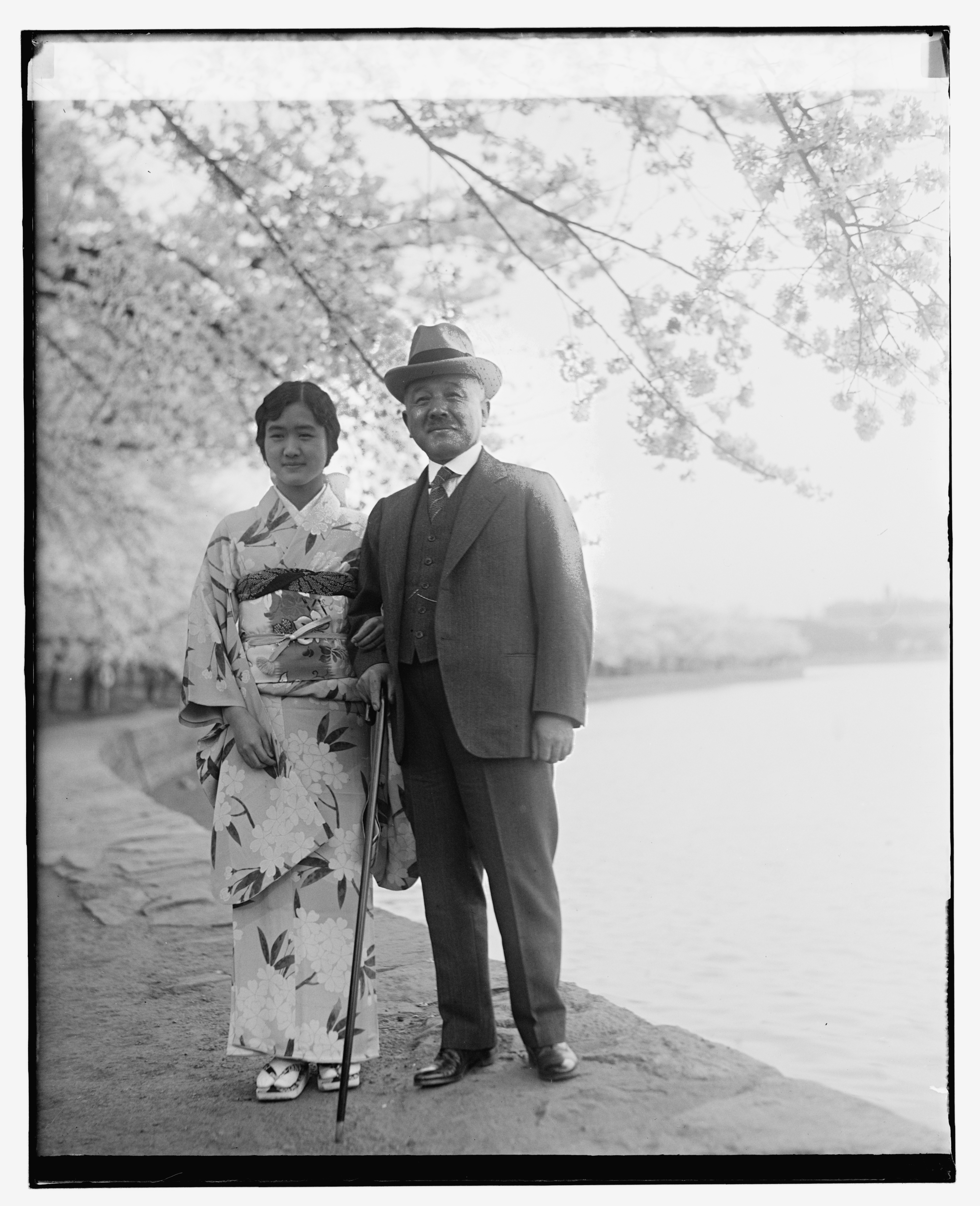
義父出淵勝次（右）と出淵の長女で朝海の妻・隆子（左）

妻隆子は外務次官や駐アメリカ大使を歴任した出淵勝次の娘で、菊池武夫 (法律家)の外孫。次男の朝海和夫も外交官で、欧州連合日本政府代表部大使を務めた。和夫の岳父に岡谷鋼機会長・岡谷康治。外務省顧問や衆議院議員を務めた白鳥敏夫は叔父。長男朝海俊夫（プリンストン大学卒、東銀監査役）の妻は鈴木治雄長女直子。長女の明子は新日鉄会長・永野重雄の三男・鉄三に嫁いだ。

## 著書
- 『外交の黎明――ジュネーヴ会議に使して』（読売新聞社、1950年）
- 『初期対日占領政策――朝海浩一郎報告書』（外務省編、毎日新聞社（上・下）、1978年 - 1979年）
- 『司町閑話 : 一外交官の回想』（大林組、1987年）。同社関係者での回想談（私家版）
- 『花みづきの庭にて : ある外交官の回想』（大林組、1988年）。同社関係者での回想談（私家版）
- 『朝海浩一郎日記 付・吉田茂書翰』（千倉書房、2019年）。河野康子・村上友章・井上正也 編